# Evangelische Hochschule Rheinland-Westfalen-Lippe

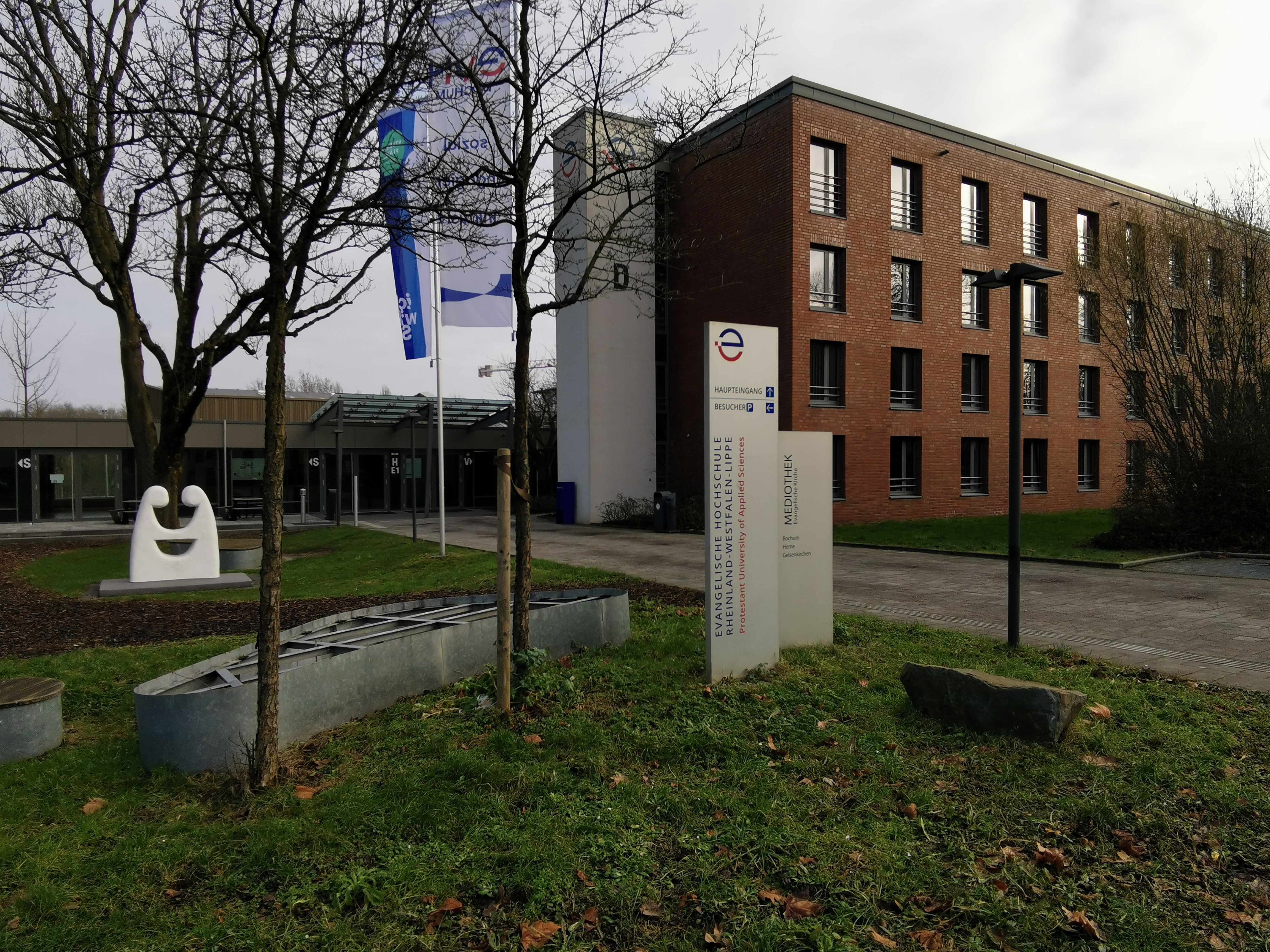
Ansicht der Hauptgebäude

Die Evangelische Hochschule Rheinland-Westfalen-Lippe (EvH RWL) ist eine staatlich anerkannte Hochschule mit Sitz in Bochum. Getragen wird sie von den evangelischen Landeskirchen im Rheinland, in Westfalen und Lippe.

## Über die Hochschule
Die Hochschule bildet in den Bereichen des Sozial-, Bildungs- und Gesundheitswesens, der Gemeindepädagogik und Diakonie aus und orientiert sich am christlichen Menschenbild. Im Jahr 2016 erfolgte eine Umbenennung der Evangelischen Fachhochschule Rheinland-Westfalen-Lippe (EFH RWL) in Evangelische Hochschule Rheinland-Westfalen-Lippe (EvH RWL), Protestant University of Applied Sciences.
Die Hochschule ist in nationalen Hochschulverbünden engagiert vertreten und bietet ihren Studierenden Möglichkeiten, im Ausland Erfahrungen zu sammeln. Derzeit pflegt die Hochschule 26 Partnerschaften zu Hochschulen und Praxiseinrichtungen in 16 Ländern, davon 21 Partnerschaften in Ost- und Westeuropa und fünf im außereuropäischen Ausland. 2008 wurde ein hochschuleigener Fonds zur Förderung von Auslandsaufenthalten eingerichtet, von dem jährlich 30 bis 50 Studierende profitieren. In Kooperation mit der Bochumer Hochschule für Gesundheit (hsg Bochum) bietet die Hochschule ein englischsprachiges Lehrprogramm an, das Studierenden beider Hochschulen sowie internationalen Studierenden offensteht und jeweils im Sommersemester stattfindet.
Mit ihrem Verbundpartner, der Katholischen Hochschule Nordrhein-Westfalen, gehört die Hochschule zu den Gewinnern der Ausschreibung „Innovative Hochschule“.

## Studiengänge

### Bachelor
- Soziale Arbeit
- Heilpädagogik / Inklusive Pädagogik
- Pflegewissenschaft
- Gesundheits- und Pflegemanagement
- Pflegepädagogik
- Gemeindepädagogik und Diakonie
- Elementarpädagogik

### Master
- Soziale Inklusion: Gesundheit und Bildung
- Management in sozialwirtschaftlichen und diakonischen Organisationen